# Bogdan Jovanović
Bogdan Jovanović, srbski general, * 1918, Pleternica, † 2005, Beograd.

## Življenjepis
V aprilski vojni je bil rezervni oficir-narednik; po kapitulaciji Kraljevine Jugoslavije, v ilegali od 10. aprila 1941; leta 1941 je sodeloval pri organizaciji NOVJ (z bratom Aleksandrom in Jevtom Šašićem); nazadnje je bil poveljnik 32. divizije.
Po vojni je končal VVA JLA in bil med drugim načelnik oklepnih enot JLA.